# Firmaflyg
Firmaflyg är privatflygverksamhet som bedrivs för företags eller organisations egen räkning och inte mot ersättning från utomstående och som utgör en mindre del av företagets eller organisationens verksamhet.